# Yeon Jung-hoon
Yeon Jung-hoon (coréen : 연정훈), né le 6 novembre 1978, est un acteur sud-coréen. 

## Biographie
Yeon Jung-hoon a fait ses études au Art Center College of Design à Pasadena, en Californie et à l'université Myongji en se spécialisant dans la conception de produits. Son père est l'acteur Yeon Kyu-jin.

### Vie privée
Le 26 avril 2005, Yeon Jung-hoon s'est marié avec l'actrice Han Ga-in au Sheraton Grand Walkerhill Hotel à Séoul.

## Filmographie

### Films
| Année | Film                     | Titre Original | Nom du Rôle | Rôle      |
| ----- | ------------------------ | -------------- | ----------- | --------- |
| 2001  | Ma femme est un gangster | 조폭 마누라    | Hyo Min     | Principal |
| 2005  | Daddy-Long-Legs          | 키다리 아저씨  | Kim Jun Ho  | Principal |
| 2005  | Love in Magic            | 연애술사       | Wu Ji Hun   | Principal |
| 2013  | Good Friends             | 좋은 친구들    | K           | Principal |
| 2015  | Skiptrace                | 絕地逃亡       | Willie      | Principal |
| 2016  | Romancing Games          | 로맨싱 게임    |             |           |
| 2016  | Sweet Race               | 달콤한 질주    |             |           |

### Séries télévisés
| Année | Saison de début | Série                                   | Titre Original        | Nom du Rôle                            | Rôle       | Chaîne |
| ----- | --------------- | --------------------------------------- | --------------------- | -------------------------------------- | ---------- | ------ |
| 1999  |                 | Wave                                    | 파도                  |                                        |            | SBS    |
| 2000  |                 | KAIST                                   | 카이스트              |                                        |            | SBS    |
| 2002  |                 | Drama City: Vienna, Like Coffee         | 비엔나 커피처럼       |                                        |            | KBS 2  |
| 2003  |                 | Yellow Handkerchief                     | 노란 손수건           | Yoon Tae Young                         |            | KBS 1  |
| 2003  |                 | A Problem at My Younger Brother's House | 흥부네 박터졌네       | Jang Hyun Tae                          |            | SBS    |
| 2003  |                 | Rosemary                                | 로즈마리              | Jang Jun Oh                            |            | KBS 2  |
| 2004  | Hiver           | Snow White                              | 백설공주              | Han Jin Wu                             | Secondaire | KBS 2  |
| 2004  |                 | Love is All Around                      |                       | Yeon Ha Neul                           |            | MBC    |
| 2005  | Hiver           | Sad Love Story                          | 슬픈연가              | Lee Geon Wu                            | Principal  | MBC    |
| 2008  | Été             | East of Eden                            | 에덴의 동쪽           | Lee Dong Wook                          | Principal  | MBC    |
| 2009  | Été             | Dream                                   | 드림                  | Gang Gi Jang (ep 1)                    | Caméo      | SBS    |
| 2009  | Hiver           | Jejungwon                               | 제중원                | Baek Do Yang                           | Principal  | SBS    |
| 2011  | Automne         | Vampire Prosecutor                      | 뱀파이어 검사         | Le procureur Min Tae Yeon              | Principal  | OCN    |
| 2012  | Hiver           | Can Love Become Money                   | 사랑도 돈이 되나요    | Ma In Tak                              | Principal  | MBN    |
| 2012  | Été             | Vampire Prosecutor 2                    | 뱀파이어 검사 2       | Le procureur Min Tae Yeon              | Principal  | OCN    |
| 2013  | Printemps       | Pots of Gold                            | 금 나와라, 뚝딱!      | Park Hyeon Su                          | Principal  | MBC    |
| 2014  | Hiver           | A Time of Love                          | 愛情來的時候          | Kim Dong Seong (ep 3)                  | Caméo      | TVB    |
| 2015  | Printemps       | Mask                                    | 가면                  | Min Seok Hun, le mari de Mi Yeon       | Principal  | SBS    |
| 2015  | Été             | Cheo Yong 2                             | 귀신보는 형사, 처용 2 | L'agent de police (ep 5)               | Caméo      | OCN    |
| 2016  | Hiver           | Ms. Temper & Nam Jung Gi                | 욱씨남정기            | Lee Ji Sang, le 3e ex-mari de Da Jeong | Caméo      | JTBC   |
| 2017  | Printemps       | Man to Man                              | 맨투맨                | Mo Seung Jae                           | Principal  | JTBC   |
| 2017  | Automne         | Bravo My Life                           | 브라보 마이 라이프    | Sin Dong Wu                            | Principal  | SBS    |
| 2018  | Automne         | My Healing Love                         | 내사랑 치유기         | Choi Jin Yu                            | Principal  | MBC    |
| 2019  | Hiver           | Le Retour du mal                        | 빙의                  | Oh Su Hyeok                            | Principal  | OCN    |

## Émissions
- 2011 : Présentateur de Top Gear Korea (Saison 1)
- 2012 : Présentateur de Top Gear Korea (Saison 2)
- 2012 : Présentateur de Top Gear Korea (Saison 3)

## Discographie

### OST
- 2005 : Sad Love Story OST

- 몇번을 헤어져도 (No matter how many times we part)
- 몇번을 헤어져도 (Piano Nocturn)

## Distinctions
- KBS Drama Awards 2003 : Meilleur nouveau acteur pour Yellow Handkerchief
- MBC Drama Awards 2008 : PD Award pour East of Eden